# Edward D. Wood
Edward Davis Wood mlađi (10. listopada 1924. – 10. prosinca 1978.) bio je američki filmski redatelj, scenarist, glumac i producent. 
U pedesetim godinama 20. stoljeća, Wood je ostvario niz nezavisno produciranih horror, SF i western filmova s iznimno niskim budžetima koji se danas slave zbog svojih tehničkih pogrešaka, neprofinjenih posebnih efekata, osebujnih dijaloga, ekscentričnih glumaca i nestvarnih elemenata fabule. Wood se obično smatra jednim od najgorih filmaša svih vremena, iako su oni ipak ostvarili kino projekcije i privlačili gledatelje, za razliku od nekih profesionalno studijskih projekata koji nikad nisu dovršeni ili prikazani. Woodov talent za šou dao je njegovim produkcijama barem mali izgled za komercijalni uspjeh.
Woodov vrhunac prošao je nakon smrti njegove najveće zvijezde Bele Lugosija. iako je od njegovih posljednjih trenutaka na filmu uspio je izvući profitabilan element, nakon toga je njegova karijera krenula silaznom putanjom. Do kraja života, proizvodio je pornografiju i pisao šund krimiće, horror i seks romane.
Woodova postumna slava počela je dvije godine nakon smrti, kada mu je u knjizi "Zlatna purica" Harry Medved dodijelio priznanje kao najgorem redatelju svih vremena. Nedostatak uobičajene filmaške sposobnosti u njegovim radovima priskrbila je Woodu i njegovim filmovima značajan kult sljedbenika. Nakon što Rudolph Grey objavljuje njegov životopis "Nightmare of Ecstasy" (Mora ekstaze), Woodov život i djelo djelomično su javno rehabilitirani, s novim svjetlom bačenim na njegovu očiglednu strast i iskrenu ljubav prema filmovima i filmskoj proizvodnji. Burtonov biografski film "Ed Wood" osvojio je Oscara, nešto za samog Eda Wooda sasvim nedostižno.

## Rane godine
Woodov otac Edward stariji radio je za Poštanske usluge SAD-a i njegova obitelj puno se puta selila po SAD-u. Vremenom su se skrasili u gradiću Poughkeepsie, država New York, gdje je Edward mlađi rođen.
U djetinjstvu je Wood pokazivao interes za glumai šund romane. Sakupljao je stripove i šund časopise, a obožavao je filmove, najviše westerne i bilo što okultno. Često bi markirao kako bi gledao filmove u obližnjem kinu čiji radnici bi pokazane filmove često bacili u smeće. Wood bi ih spasio dodavši ih svojoj opsežnoj zbirci.
Vjeruje se da je Woodova majka Lillian uvijek željela djevojčicu, te je ponekad svoga sina odijevala u suknje i haljine do njegove 12. godine. Do kraja života, Wood je, doduše neseksualno, bio transvestit.
Jedan od prvih njegovih plaćenih poslova obavljao je kao kino portir, iako je također pjevao i svirao bubnjeve u bendu. Kasnije je predvodio pjevački kvartet imenom "Eddie Wood's Little Splinters" (Mali iveri Eddieja Wooda), naučivši svirati različite žičane instrumente. Svoju prvu filmsku kameru dobio je na svoj 17. rođendan: Eastman Kodak "City Special". U jednoj od svojih prvih snimki prikazan je zrakoplov koji se ruši na tlo, što ga je punilo ponosom.
Sa 17 godina, samo nekoliko mjeseci nakon napada na Pearl Harbor, Wood se upisuje u marince. Tvrdio je da je sudjelovao u Bitci kod Guadalcanala, ispod odore tajno noseći prsluk i ženske gaćice.
Nakon otpusta iz marinaca, fasciniran egzotičnim i bizarnim, Wood se pridružuje cirkusu. Nekoliko nedostajućih zuba i unakažena noga kao uspomene iz bitki, združeno s osobnim fetišima i talentom za glumu učinilo ga je savršenim kandidatom za "freak show". Glumio je, između ostalih, perverznjake i bradatu damu. Kao bradata dama, oblačio je žensku odjeću i napravio vlastite protetičke grudi. U njegovim radovima sirkusi i karnevali često su oslikani, najistaknutije u poluautobiografskom romanu "Killer in Drag".
Woodovi ostali poroci uključuju lake i teške droge, alkohol i seks. Iako je poštovao žene i bio potpuno vjeran svojim djevojkama (osobito Dolores Fuller) i ženi Kathy O'Hara, u mladosti je bio notorni ženskar.

## Filmovi
Leteći tanjuri u "Planu 9 iz svemira" nisu zapravo bili auto naplatci nego jeftini modeli kupljeni u obližnjoj prodavaonici igračaka, ali mit o naplacima bio je tako dobra priča da ga je Wood nastavio potvrđivati u intervjuima. Hobotnica s kraja filma "Bride of the Monster" (Nevjesta čudovišta) trebala je imati motor koji bi stvorio dojam silovite zvijeri koja maše krakovima, ali motor nisu uspjeli naći, zbog čega se čini kao da se glumac u prizoru bori sa samom gumom. Wood i njegova družina doslovce su model hobotnice ukrali iz studija tvrtke Republic Pictures usred noći, i prije snimanja nehotice otkinuli jedan od krakova.
Jedan od Woodovih heroja zbog svoje ambicije i strasti, bio je Orson Welles. Wood se također neksriveno ponosio činjenicom da je, uz Wellesa, on bio jedini filmaš koji je u svojim filmovima i scenarist, i redatelj i glumac, iako je vjerojatno da je to bio samo kako bi uštedio vrijeme i novac. Za razliku od svog dvojnika iz filma Ed Wood, on svoga junaka nikada nije sreo.
Njegovi filmovi izgledaju žurno napravljeni, obično zbog toga što su Wood i njegovi radnici radili u tijesnom vremenskom rasporedu i s malim budžetom. Dok većina redatelja snima samo jedan prizor dnevno (ili, u novijim filmovima, samo dio prizora), Wood bi snimio do 30. Rijetko je nalagao ponovne pokušaje, čak i kada je prvi očito bio s greškom.
Mnoge ocvale zvijezde bile su uključene u njegove ikonske filmove. Bela Lugosi bio je postao poznat po ulogama u filmovima "Bijeli zombi" i "Drakula" (1931.), ali nakon poslijeratnog pada popularnosti horror filmova, pao je u zaborav, alkoholizam i ovisnost o drogama. Lugosi se pojavio u Woodovim najpoznatijim filmovima: "Glen ili Glenda", "Nevjesta čudovišta" i "Plan 9 iz svemira".
Bela Lugosi mlađi je bio među onima koji su osjećali da je Wood izrabljivao glumčevu slavu, iskorištavajući venućeg glumca kada ovaj nije mogao odbiti ikakav posao. Većina ostalih dokumenata i intervjua s ostalim Woodovim suradnicima u "Mori ekstaze" sugeriraju iskreno prijateljstvo između Wooda i Lugosija kroz najgore dane njegove depresije i ovisnosti. 
Drugi Woodovi suradnici uključuju regularne zvijezde filmova B produkcije: Kenne Duncan, Lyle Talbot, Conrad Brooks, Duke Moore i Timothy Farrell, švedski hrvač Tor Johnson; TV horror voditeljica Vampira; ekscentrični gay kozmopolit Bunny Breckinridge i vidovnjak Criswell. Često bi odabirao ove glumce bez obzira na logiku njihovog mjesta u filmu. Vampirina vampirska odjeća u "Planu 9" nema smisla u datom kontekstu. Slično, Lugosijev lik horror znanstvenika u "Glenu i Glendi" nimalo ne pripada kvazidokumentarcu o trandrodstvu, a Criswellov filmski horror kliše dizanja iz mrtvačkog sanduka za vrijeme oluje nepodudaran je s filmom znanstvene fantastike.
Wood bi odlazio do krajnosti kako bi priskrbio sredstva za svoje filmove. Kao primjer, za "Plan 9 iz svemira", nagovorio je članove Južne baptističke crkve na ulaganje početnog kapitala. Ali je u tim neortodoksnim metodama skupljanja kapitala uvijek postojala neka zamka: u ovom slučaju, baptisti su tražili da glavnu ulogu nosi član njihove crkve i da se svi glumci, uključujući Vampiru, Tora, 'Bunnyja' i Criswella krste prije snimanja. Također su promijenili ime filma iz "Grave Robbers from Outer Space" ("Pljačkaši grobova iz svemira") i izbacili tekst iz scenarija za koji su smatrali da je prost. Takvo uređivanje od producenata i financijera bio je jedan od čimbenika koji su doprinijeli Woodovoj depresiji, i kasnije na to svaljivao krivnju nedostatka komercijalnog uspjeha.
Angora tip vune, Woodov najdraži fetiš, redovito je korišten u njegovim filmovima, osobito "Glen ili Glenda". Kathy O'Hara i ostali, prisjećaju se da Woodov transvestitizam nije seksualna naklonost, nego prije novomaterinska utjeha koju je izvlačio uglavnom iz samog materijala. ("Ann Gora" je također bio jedan od Woodovih spisateljskih pseudonima).

## Woodov šund: Wood kao pisac
Wood je napisao bezbrojne šund krimiće, horror i seks romane i povremeno publicističke radove. Od pedesetih nadalje, Wood je potpomagao svoj filmski profit na brzinu napisanim šund romanima. Kako je pustupno prestajao biti u stanju financirati svoje filmske projekte, romani su postali njegov glavni izvor prihoda.
Woodovi romani često uključuju transvestite ili "drag queen" likove, ili se cijele fabule romana usredotočuju na transrodnost (uključujući i njegov angora fetiš), i poniru u njegovu ljubav prema krimićima i okultnom. Wood je često za svoje romane reciklirao fabule svojih filmova, pisao romanske verzije svojih scenarija ili rabio elemente iz svojih romana u scenarijima.
Pri sredini, njegove priče tipično tematski skreću u nepredviđenom smjeru, kao da su pisane bez plana ili kao romani toka svijesti. Opis Woodove radne metode u "Mori ekstaze" pokazuje da je mogao raditi na desetak projekata odjednom, pritom gledajući televiziju, jedući, pijući i vodeći razgovore za vrijeme pisanja. U svom kvazimemoaru "Hollywood Rat Race" (u slobodnom prijevodu: "Holivudska utrka za novcem"), Wood savjetuje nove pisce: "(...)samo nastavite pisati. Čak i ako vaša priča postane gora, vi ćete postati bolji".
Kako Woodovi najpoznatiji filmovi iz pedesetih nisu seksualno eksplicitni ili nasilni, njihov bizarno ekscentričan sadržaj njegovih romana može šokirati nepripremljenog čitatelja. Woodova mračna strana izlazi na vidjelo u takvim seksualnim šokovima, kao npr. "Silovana u travi", "Perverznjaci" i pripovijetkama kao "Toni: Crna Tigrica" koji izrabljuje vruće teme kao što su nasilje, rasa, maloljetnička delinkvencija i narko supkultura.
Neki od Woodovih knjiga ostaju neobjavljene za njegovog života. Npr. "Hollywood Rat Race" je izdan tek 1998., knjiga koja je dijelom početni priručnik za mlade glumce i filmaše, dijelom memoar. Tamo Wood pripovijeda priče sumnjive vjerodostojnosti, kao na primjer njegov i Lugosijev ulazak u svijet noćnih kabarea.

## Posljednji dani
Wood je u svojim zadnjim godinama prolazio kroz ozbiljne financijske teškoće i često je bio na milosti izrabljujućih producenata i nezavisnih redatelja. Često bi pisao cijele filmske scenarije za sitan novac, i do 100 dolara, kako bi spojio kraj s krajem, a sva njegova imovina mogla je stati u jedan kožni kovčeg. Njegova redateljska karijera pala je na proizvodnju pornografskih filmova kao što je "Necromania" iz 1971. i "Take It Out In Trade", mek pristup filmovima Philipa Marlowea.
Uz povremeno režiranje i proizvodnju scenarija niske kvalitete (ponekad u jednoj noći), Wood se također kao glumac pojavio u ne baš dostojanstvenim ulogama. U dva filma koje je producirao njegov kolega marinac Joseph F. Robertson "Love Feast" is 1969. poznat kao "Pretty Models All In A Row" prvi je puta igrao glavnu ulogu od svog filma "Glen ili Glenda". Njegov izgled sasvim očigledno otkriva 16 godina teškog života, ali njegova vesela pojavnost dolazi do izražaja u njegovoj ulozi ljigavog fotografa koji unajmljuje modele samo s namjerom da ih odvede u krevet. Do kraja filma koji je u osnovi neprestana orgija prekidana jedino Woodovim pauzama i otvaranjem vrata, izgleda kao da je ostario još jedno desetljeće.
Još tužnija će biti njegova suradnja s Robertsonom, manja uloga u odi svingerskim zabavama, "Mrs. Stone's Thing". Slično kao u prethodnom filmu, koji se uglavnom sastoji od zamornih sekvenci orgija, film ambiciozno pokušava profitirati na dramatičnim elementima preljuba i silovanja, trud prilično pokvaren farsičnim dijelovima kao npr. pretio par koji dogurava dva biljarska stola kako bi na njima vodili ljubav. Wood se također pojavljuje kao transvestit koji vrijeme na zabavi troši isprobavajući erotsko donje rublje u spavaćoj sobi.
Woodova depresija se pogoršavala, a s tim i težak alkoholizam. Izbačen iz holivudskog stana, on i njegova supruga sele se u stan njihovog prijatelja Petera Coea. Samo nekoliko dana nakon selidbe, Wood umire od srčanog infarkta gledajući televizijski prijenos nogometne utakmice sa suprugom. Nikada se poslije ne udavši, njegova supruga Kathy umrla je 26. lipnja 2006.

## Film Tima BurtonaEd Wood(1994)
Film kazuje priču o Woodovoj i Lugosijevoj produkciji triju filmova: Glen ili Glenda, Nevjesta čudovištu i Plan 9 iz svemira na suosjećajan način. Wooda glumi Johnny Depp, a Lugosija Martin Landau koji je za tu sporednu ulogu osvojio nagradu Oskar. Film je producirala kompanija Disney Studios, u crno bijeloj tehnici. Film je primio masovne pohvale kritičara, ali je zarada bila slaba. Od tada, postao je kultni hit na videu i DVD-u.

## Kultni status
Među stručnjacima za kič i lošu kinematografiju, Ed Wood je cijenjen kao najveći "loš" redatelj svih vremena. Njegov kultni status, počet dvije godine nakon smrti postupno je rastao, ponovnim otkrićem mnogih njegovih dugo izgubljenih radova. U eseju o Woodu u knjizi "Incredibly Strange Films" ("Nevjerojatno čudni filmovi"), Jim Morton piše: "Ekscentričan i individualist, Edward D. Wood mlađi bio je čovjek rođen za film. Ljudi manji od njega, kad bi bili primorani praviti filmove pod uvjetima s kojima se nosio Wood, od poraza bi digli ruke od svega.
Velečasni Steve Galindo iz Sakramenta u Kaliforniji, SAD, 1996. godine stvorio je pravno priznatu religiju s Edom Woodom kao njenim službenim spasiteljem. Službenim imenom Crkva Eda Wooda   Arhivirana inačica izvorne stranice od 23. studenoga 2010. (Wayback Machine) sada se hvali činjenicom da ima 3,500 legalno krštenih sljedbenika.

## Vanjske poveznice
- Edward D. Wood Jr. u internetskoj bazi filmova IMDb-u (engl.)
- Ed Wood Rotten Tomatoes Celebrity Profile Ed Wood na Rotten Tomatoes
- The Hunt for Edward D. Wood, Jr. Iscrpan vodič kroz Edove filmove i njihova komercijalna izdanja.
- The Church of Ed Wood  Arhivirana inačica izvorne stranice od 23. studenoga 2010. (Wayback Machine) Mjesna religija temeljena na životu i filmovima Edwarda Wooda.
- Ed Wood: Najplodniji američki pisac?  Arhivirana inačica izvorne stranice od 26. svibnja 2012. (Wayback Machine)
- Woodovi radovi u časopisima (Pozor: sadržaj za odrasle)